# NGC 1678
NGC 1678 è una galassia lenticolare situata nella costellazione di Orione, a una distanza di circa 219 milioni di anni luce dalla nostra Via Lattea.

## Scoperta
La galassia è stata scoperta il 1 febbraio 1786 dall'astronomo britannico di origine tedesca William Herschel.